# University of Toronto Electronic Computer
L'UTEC (University of Toronto Electronic Computer) est un ordinateur construit à l'Université de Toronto à partir de 1948. C'est le premier ordinateur fonctionnel de l'histoire, bien qu'il soit seulement construit en tant que prototype en attente de financement, destiné à le développer dans une version plus complète. Ce financement est finalement utilisé pour acheter à la place un Manchester Mark I à Ferranti au Royaume-Uni et l'UTEC disparait rapidement,,,.